# تيودور غيدان
تيودور غيدان (بالفرنسية: Théodore Gudin)‏ رسام فرنسي ولد في باريس يوم 15 غشت 1802 وكان أول رسام رسمي للبحرية الفرنسية، يرافقها في رحلاتها ويرسم للتوثيق. توفي في 11 أبريل من سنة 1880.